# S/1997 (3671) 1
S/1997 (3671) 1 est un petit astéroïde Amor, satellite naturel de (3671) Dionysos.

## Découverte
Sa découverte fut annoncée en 1997 par une équipe d'astronomes de l'Observatoire européen austral (ESO) qui annonça que des observations de la courbe de lumière de (3671) Dionysos révélaient la présence d'une petite lune en orbite autour de ce satellite. Cette lune mesure 300 mètres de diamètre et orbite à 3,6 kilomètres de Dionysos.